# Кадис, Джондер
Джондер Леонель Кадис Фернандес (исп. Jhonder Leonel Cádiz Fernández; род. 29 июля 1995, Каракас, Венесуэла) — венесуэльский футболист, нападающий клуба «Фамаликан» и сборной Венесуэлы.

## Клубная карьера
Кадис начал профессиональную карьеру в клубе «Петаре». 29 марта 2012 года в матче против «Атлетико Эль-Вихия» он дебютировал в венесуэльской Примере.
В начале 2014 года Кадис перешёл в «Каракас». 23 февраля в матче против «Депортиво Ла Гуайра» он дебютировал за новую команду. В этом же поединке Джондер забил свой первый гол за «Каракас».
Летом 2015 года Кадис был арендован португальским «Униан Мадейра». 16 августа в матче против «Маритиму» он дебютировал в Сагриш-лиге. 6 декабря в поединке против «Тонделы» Джондер забил свой первый гол за «Униан Мадейра».
Летом 2016 года Кадис перешёл в «Насьонал Фуншал», подписав контракт на 3 года. 21 августа в матче против «Ароки» он дебютировал за новую команду. 13 марта 2017 года в поединке против «Пасуш де Феррейра» Джондер забил свой первый гол за «Насьонал». Летом того же года Кадис перешёл в «Морейренсе». 6 августа в матче против «Витории Сетубал» он дебютировал за новую команду. 4 ноября в поединке против «Портимоненсе» Джондер забил свой первый гол за «Морейренсе».
В начале 2018 года Кадис вернулся на родину, став игроком «Монагас». 7 марта в матче против «Депортиво Лара» он дебютировал за новый клуб. В поединке против «Карабобо» Джондер забил свой первый гол за «Монагас». 24 мая в матче Кубка Либертадорес против парагвайского «Серро Портеньо» он отметился забитым мячом.
Летом 2018 года Кадис перешёл в «Виторию Сетубал». 11 августа в матче против «Авеша» он дебютировал за новую команду. В этом же поединке Джондер забил свой первый гол за «Виторию».
Летом 2019 года Кадис подписал контракт с «Бенфикой», но для получения игровой практики сразу же был отдан в аренду во французский «Дижон». 28 сентября в матче против «Реймса» он дебютировал в Лиге 1. 1 ноября в поединке против «Пари Сен-Жермен» Джондер забил свой первый гол за «Дижон». 9 сентября 2020 года Кадис был взят в аренду клубом MLS «Нэшвилл» в качестве назначенного игрока сроком до 30 июня 2021 года с опцией выкупа. В главной лиге США он дебютировал 14 октября в матче против «Хьюстон Динамо», выйдя на замену на 70-й минуте. 20 октября в матче против «Далласа» он забил свой первый гол в MLS. 28 июня 2021 года «Нэшвилл» продлил аренду Кадиса на оставшуюся часть сезона 2021. По окончании сезона 2021 «Нэшвилл» не стал выкупать Кадиса у «Бенфики».
31 января 2022 года Кадис расторг контракт с «Бенфикой» и перешёл в «Фамаликан».

## Международная карьера
16 октября 2018 года товарищеском матче против сборной ОАЭ Кадис дебютировал за сборную Венесуэлы. Кадис был включён в состав сборной Венесуэлы на Кубок Америки 2021.